# Asterostroma
Asterostroma là một chi nấm thuộc họ Lachnocladiaceae. Chi có 14 loài phân bố rộng khắp.